# 格雷城
格雷城（法語：Gray-la-Ville，法語發音：[ɡʁe la vil]）是法国上索恩省的一个市镇，属于沃苏勒区。

## 地理
格雷城（47°26'22"N, 5°34'22"E）面积3.97 平方千米，位于法国勃艮第-弗朗什-孔泰大區上索恩省，该省份为法国东部内陆省份，北起顺时针与孚日省、贝尔福地区省、杜省、汝拉省、科多尔省和上马恩省接壤。
与格雷城接壤的市镇（或旧市镇、城区）包括：阿尔克莱格雷、格雷、芒托什。
格雷城的时区为UTC+01:00、UTC+02:00（夏令时）。

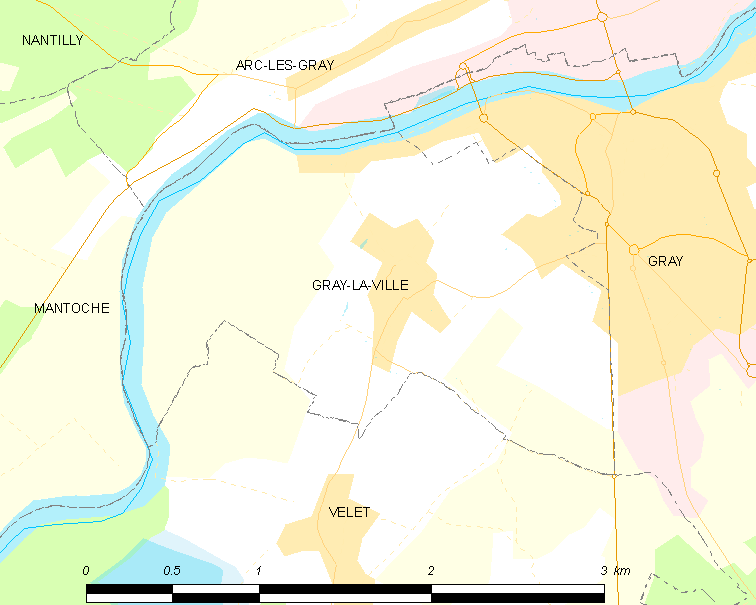
格雷城的OSM定位图

## 行政
格雷城的邮政编码为70100，INSEE市镇编码为70280。

## 政治
格雷城所属的省级选区为格雷县。

## 人口

1962-2008年间格雷城人口变化图示

格雷城于2022年1月1日时的人口数量为928人。